# Ryskalinhøgda
Ryskalinhøgda är ett berg i Antarktis. Det ligger i Östantarktis. Norge gör anspråk på området. Toppen på Ryskalinhøgda är 181 meter över havet. Ryskalinhøgda ligger vid sjön Zapadnoye Lake.
Terrängen runt Ryskalinhøgda är kuperad söderut, men norrut är den platt. Terrängen runt Ryskalinhøgda sluttar norrut. Trakten är glest befolkad. Närmaste befolkade plats är Novolazarevskaya Station, 13,3 kilometer öster om Ryskalinhøgda. 